# Guerrers de Riace

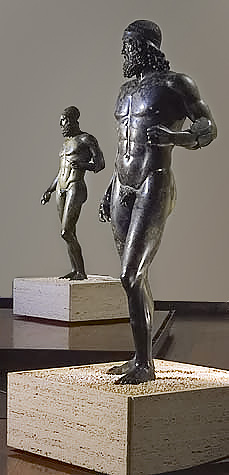
Els Guerrers de Riace, Bronze A en primer pla i Bronze B en segon pla.

Els Guerrers de Riace són una parella d'estàtues gregues d'estil sever (segle v aC) que s'exposen al Museu nacional de la Magna Grècia de Reggio de Calàbria. Són dos dels pocs exemples d'escultures en bronze que queden de l'Art de l'antiga Grècia juntament amb, per exemple, el Posidó o Déu de Artimisio del Museu Arqueològic Nacional d'Atenes o l'Auriga de Delfos. Van ser trobades al fons del mar a la rodalia de la localitat de Riace, a la província de Reggio de Calàbria el 1972. S'han convertit en un dels símbols de la ciutat de Reggio de Calàbria. Són coneguts com a Bronze A (el jove) i Bronze B (el vell).
Els dos guerrers són obres d'art originals gregues del segle v aC, i la seva descoberta ha estimulat als estudiosos a la investigació de la identitat dels personatges i autors. Encara no s'ha assolit el consens exacte respecte a la datació, procedència i autors de les dues escultures.

## Descobriment
El 16 d'agost de 1972 un submarinista aficionat, Stefano Mariottini, jove químic romà, es trobava bussejant a uns 8 metres de profunditat i a una distància de la costa d'uns 300 metres, quan va descobrir el que semblava una extremitat emergint del fons marí. Espantat i pensant que havia trobat un cadàver humà, va avisar els seus dos companys. Finalment es van adonar que el que hi havia corresponia al braç dret de la que després va ser coneguda com a Bronze B. Al seu costat, el mateix Stefano, va trobar una segona estàtua. Avisades les autoritats, les dues figures van ser finalment recuperades pel cos de carrabiners submarinistes de Messina. Es va utilitzar un baló de plàstic que es va emplenar d'oxigen. Amb aquest aparell, el dia 20 d'agost va emergir a la superfície el Bronze B i l'endemà el Bronze A, després d'un primer intent infructuós amb aquesta última.

Una pàgina web, ha publicat la denúncia oficial presentada el 17 d'agost de 1972 amb Protocol 2232, de la Superintendència d'Antiguitats de Reggio Calàbria a Calàbria, on Stefano Mariottini va dir:
| «               | ... que havia trobat el dia 16 durant un busseig per a pesca a la localitat de Riace, a una distància d'uns 300 metres de la costa i a una profunditat de 10 metres, un grup d'estàtues, probablement de bronze. Els emergents representaven dos nus masculins, un estirat sobre l'esquena, amb la cara coberta amb una barba arrissada, els braços oberts i una cama avançada respecte a l'altra. L'altre estava estirat amb una cama doblegada i tenia un escut a el braç esquerre (mai exposat al públic). Les estàtues són de color marró fosc a excepció d'alguna part clara, perfectament conservades, amb un modelat polit, sense incrustacions de brutícia evidents. La mida és d'aproximadament 1,80 cm. | » |
| — Mariottini S. | |   |

Al costat esquerre d'aquesta denúncia formal, hi ha una nota escrita a mà, de color vermell, i signada per G. Foti (superintendent)
| « | Aquest informe segueix una conversa telefònica del 16 d'agost de 1972, rebuda a les 21 hores, que denuncia el descobriment. | » |

L'any següent un equip al comandament de l'investigador Nino Lamboglia va tractar de trobar restes del vaixell que hauria transportat les escultures, però després de diversos intents només es van trobar 28 argolles de plom, probablement pertanyents a les veles d'una nau, així com un fragment d'allò que podria ser l'empunyadura del Bronze A. Una hipòtesi apunta que els tripulants de la suposada nau poguessin haver llançat per la borda tant les dues escultures com restes de l'aparellament, amb motiu d'alguna tempesta, naufragant posteriorment el vaixell a un altre lloc, o assolint per fi la costa. Altres estudis de Paolo Moreno, professor d'Arqueologia i Història de l'Art grec i romà de la universitat de Roma han aportat unes altres dades. L'aparició d'alguna resta de fusta del que pogués ser una nau romana d'època imperial, i el fet que les dues figures fossin trobades a poca distància (cosa que difícilment hauria ocorregut en cas que haguessin estat llançades voluntàriament) fan que la hipòtesi del llançament per la borda es posi en dubte.

## Restauració
Durant les primeres intervencions dels tècnics del Museu Nacional de la Magna Grècia de Reggio de Calàbria es va fer evident l'excel·lent qualitat de les dues figures, i es van confirmar les sospites que apuntaven que es tractava de dos magnífics exemplars del segle v aC.
Van ser registrades amb els números 12801 i 12802, i es va començar una pacient tasca de despreniment de les restes de petxines i incrustacions calcàries que s'havien adherit a la superfície de bronze durant els molts segles passats al llit marí. Al mes del seu descobriment, i amb la publicació de les primeres diapositives, la comunitat científica va ser conscient de la importància de la troballa. Es van adonar que amb els limitats mitjans amb què es comptava era impossible  una restauració completa, decidint-se el seu trasllat a Florència. El gener de 1975 les dues estàtues estaven a càrrec de Francesco Nicosia, superintendent dels béns arqueològics de la Toscana, al famós taller de l'Offizio delle pietre duri. Després de cinc anys de restauració en els que es van utilitzar diverses tècniques, a més de la neteja total de les superfícies amb instruments dissenyats específicament per a les estàtues, es van sotmetre a anàlisis radiològiques, necessàries per a conèixer la seva estructura interna, estat de conservació i el gruix del metall, (que van detectar un problema d'oxidació interna), les estàtues es van exposar primer al Museu Arqueològic de Florència, i després al Palau del Quirinal residència oficial del president de la República Italiana a Roma, sent traslladades posteriorment a la seva ubicació definitiva de Reggio de Calàbria.

A principi dels anys noranta es va observar l'aparició de nombrosos fenòmens de degradació que van aconsellar el trasllat de les figures novament a Florència per ser buidades completament de les restes que es trobaven al seu interior fruit del procés de fosa, conegut com a la cera perduda. La corresponent al Bronze B es va identificar com a provinent de l'Atenes del segle v aC, mentre que la del Bronze A provenia d'Argos. Després d'un tractament anticorrosió les estàtues van ser novament traslladades a la seva residència habitual, on estan exposades a la gran sala, sotmeses a una temperatura constant de 21-23 graus i a una humitat constant del 40-50%.

## Tècnica
Els estudis han determinat que les dues figures es van dur a terme seguint el mètode anomenat «a la cera perduda», un mètode difícil en què no hi pot haver cap error, ja que en abocar-se el bronze el model previ de fang es destrueix. Aquesta tècnica consistia a fer una primera figura de fang amb la forma de l'objecte. Posteriorment es recobria amb una fina capa de cera (d'un gruix que varia dels 7 als 8 mil·límetres en el cas de les estàtues de Riace) que, al seu torn era coberta per una altra capa de fang, o un altre material refractari en el qual es practicaven diversos orificis. El metall fos, bronze generalment, era abocat per un o diversos forats (abeuradors) situats a la part superior, i l'aliatge anava desplaçant la cera que sortia per un o més orificis inferiors. Una vegada refredat tot el conjunt, es trencava la capa de fang exterior, quedant el bronze final. Amb un element punxegut es trencava també el nucli original per donar pas a la peça acabada. Tanmateix, donada la mida de moltes de les figures, era normal que quantitats importants de fang quedessin a l'interior del bronze, com va ocórrer al cas dels dos guerrers de Riace, cosa que ha permès als investigadors la seva anàlisi per poder determinar amb més o menys exactitud la seva procedència. Una vegada aconseguida la peça en bronze s'hi feia un repàs a consciència per ajustar-se amb la màxima fidelitat al que l'artista havia plasmat a la primera escultura de fang. En aquesta tasca es tallaven les abeuradores i es repassaven els desperfectes que poguessin haver sorgit durant la fosa. Així mateix se soldaven els forats deixats per les abeuradores, i s'unien les peces que configuraven el conjunt de l'obra amb un fil del mateix aliatge utilitzat. Després d'això, l'obra s'allisava mitjançant una espècie de polit de la superfície, polida i abrillantada per un fregat finíssim, fins que els porus del bronze quedaven completament unificats. Més tard es procedia a donar les pàtines, per tal d'acolorir el metall.
En el cas dels guerrers de Riace, per exemple, les dues figures són obertes sota els peus de manera que, en estar dretes les figures, aquests forats quedaven ocults. Els restauradors van trobar a l'interior de les obres restes del fang original de fins a seixanta quilos a cadascun.
A més de bronze, a la fabricació de les escultures es van utilitzar uns altres metalls: plata per a les dents de l'estàtua A, i per les pestanyes d'ambdues escultures, ivori per la conca dels ulls i coure pels llavis i els mugrons.

## Anàlisi de les estàtues

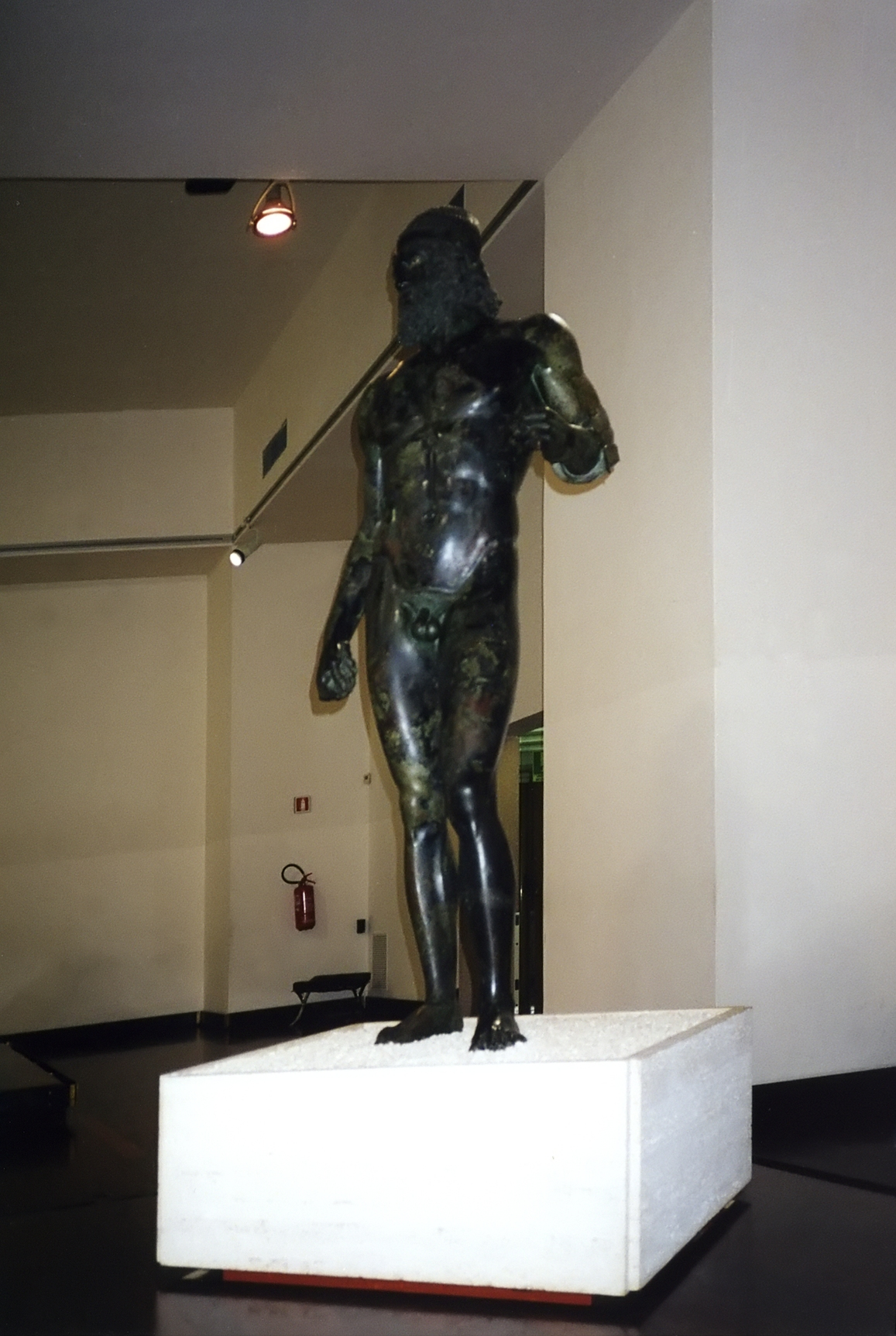
Bronze A

Malgrat les similituds, l'estudi revela notables diferències entre les dues estàtues. S'atribueixen a dos artistes diferents, encara que existeix controvèrsia sobre si serien obra d'artistes d'un mateix taller o si, en canvi, van ser realitzades en èpoques diferents. Ambdues estan modelades amb una notable elasticitat muscular, fent-se patent cadascun dels tendons, venes, i unes altres particularitats pròpies de l'anatomia humana. A partir de determinacions estilístiques, els que opinen que són obres de diferents èpoques han assenyalat que el Bronze A (el jove), d'1,98 metres d'altura, va poder ser realitzada cap a l'any 460 aC, a l'anomenat període sever, mentre el Bronze B (el vell), de dos metres d'alçada, hauria estat realitzat el 430 aC durant l'antiguitat clàssica. El Bronze A, que apareix més nerviós i vital, hauria d'estar connectat a l'escola de Policlet, per la torsió del cos i la posició de repòs de la cama esquerra mentre que el seu company apareix més relaxat amb la superació de la rigidesa de la figura, que l'escultura grega va començar a demostrar només a partir de la segona meitat del segle V abans de Crist. Això ha portat a la hipòtesi que l'estàtua podria ser obra de Fídies o del seu cercle. Les dues estàtues transmeten una sensació de potència gràcies a la posició dels braços, separats de forma vigorosa del cos. Mentre que ambdues tenen el braç esquerre formant un angle de 90 graus, segurament per haver sostingut un escut, el dret hauria tingut una arma originalment. El cap del Bronze B està modelat d'una manera molt peculiar, empetitida, cosa que suggereix que podria haver portat un casc, probablement un del tipus corinti en què el cap hauria anat encaixat.

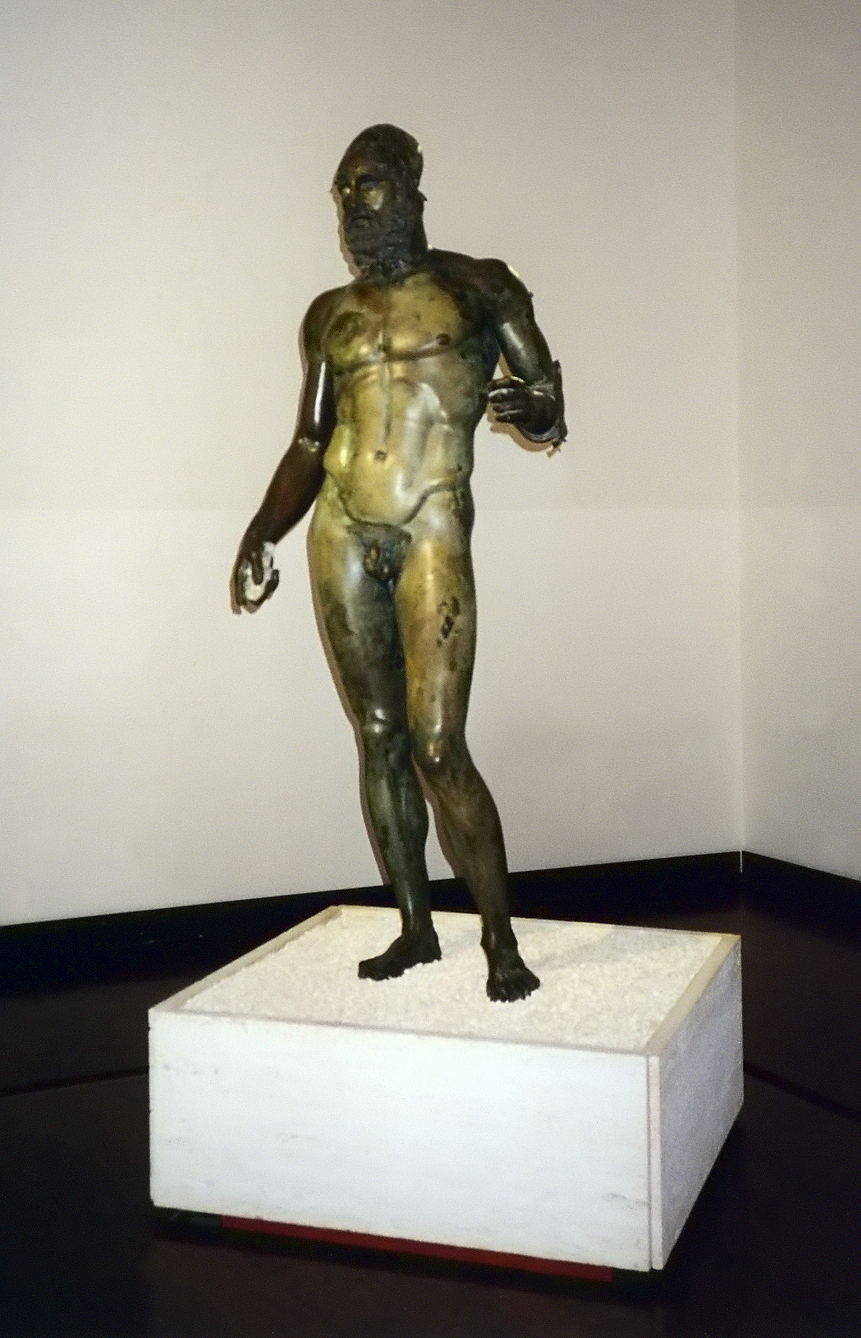
Bronze B

El braç dret de l'estàtua B i l'avantbraç esquerre sobre el qual anava enganxat l'escut s'havien realitzat en una fosa diferent de la resta de l'estàtua, bé per corregir algun dany sofert quan l'estàtua estava ja exposada o bé per modificar la posició dels braços per tal d'adaptar l'estàtua per a una utilització diferent de la que inicialment havia estat concebuda.
A la investigació dels autors, s'han donat els noms d'altres escultors de bronze, com Pitàgores de Reggio, actiu entre 490 a 440 aC, que és l'autor de moltes estàtues de Grècia i la Magna Grècia, i que va ser el que va representar els primers detalls tant dels cabells i d'altres anatòmics, com les venes.
Fins avui, són objecte de controvèrsia degut a l'assignació de l'artista o artistes, l'entorn cultural/estil en què es van concebre les dues estàtues, el calendari i la seva ubicació. Pel que fa a l'adjudicació dels bronzes i de la seva paternitat s'han proposat diverses hipòtesis pels arqueòlegs i els historiadors de l'art antic, que van reunir les comparacions per basar els diversos arguments, però el problema sembla de difícil resolució. La hipòtesi que es tracta de dos bronzes originals grecs del segle v aC és el punt que ha trobat un més gran consens entre els estudiosos, molts d'ells creuen que els bronzes són obres de diferents escultors.
Juntament amb l'especulació sobre els possibles autors s'han formulat hipòtesis sobre la identitat dels dos personatges representats. Pel que fa a la identitat dels dissenys, es creu que es tractava de representacions de déus o d'herois, perquè la realització de les estàtues d'aquest gènere era sempre deguda a la petició d'una ciutat o per part d'una comunitat que intentava de celebrar als seus propis herois o déus, amb l'encàrrec a un artista, que treballava durant un any o més a cada imatge, posant a la seva disposició un material, de bronze, molt costós. Fins avui aquesta hipòtesi sobre la identitat dels personatges que els descriu com a déus i herois de l'antiga comunitat grega no ha tingut el suport de proves reals, i no s'ha pogut resoldre el dubte sobre la identitat dels dos bronzes.
Respecte a la ubicació on antigament eren les estàtues, hi ha diverses hipòtesis com el mateix Reggio de Calàbria, Locres Epizefiris, Olímpia i Atenes, que va ser estudiat per l'evidència real de les espigues que encara mostraven als peus de les dues estàtues, originàriament utilitzades per fixar a una base de pedra. Els models d'espigues van ser trobats al Donatari del Santuari d'Apol·lo a Delfos, on, tanmateix, no s'ha trobat encara la col·locació exacta a la base d'algun monument existent avui. No s'ha demostrat amb la hipòtesi de l'origen que almenys una de les dues estàtues va pertànyer al conjunt d'algun dels exvots, que va incloure en el seu moment a banda i banda de la Via Sacra del santuari centenars d'estàtues d'herois de la comunitat grega.

## Identitat dels personatges i possible autoria fins a 1992
En un principi es va pensar que poguessin ser una representació dels Dioscurs, Càstor i Pòl·lux (també anomenat Polideuces), fills de Zeus i Leda, dona de Tindàreu, i nascuts de sengles ous. Aquests herois són protagonistes de diversos episodis mitològics, entre els que sobresurt la seva participació en el viatge dels argonautes.
Tanmateix, l'evident diferència d'edat entre ambdues figures contradiu aquesta hipòtesi, ja que, lluny de semblar germans, ni tan sols aparenten la mateixa edat, ja que mentre el Bronze A representa una edat entre 25-30 anys, el Bronze B s'acosta a la quarantena.
- Entre 1979 i 1982, W. Fuchs va suggerir que les dues estàtues pertanyien a donacions dels atenesos a Delfos, i que eren obra de Fídies. Van estar d'acord amb aquesta opinió Alberto Busignani, Antonio Giuliano i Maurizio Harari. Les obres van ser realitzades a mitjan segle v aC[16]
- El 1982, Carlo Odo Pavese va suggerir la hipòtesi que les estàtues representen dos hoplitodromi, i que la fosa era obra de dos artistes atenencs diferents, de l'any 470-460 aC pel Bronze A i del 430 aC pel Bronze B.
- Hans Peter Isler, el 1983, i Paolo Enrico Arias, el 1984, van pensar en la possibilitat que fossin dos herois d'Atenes i que el Bronze A, prop de 460-450 aC, era obra de Fídies i el Bronze B ho era de l'escola d'aquest mateix escultor, creada trenta anys més tard.
- Al mateix any 1983 Claude Rolley, professor emèrit de la Universitat de Borgonya i un dels més grans estudiosos d'estàtues de bronze, va sostenir que el Bronze A, representava un heroi epònim atenenc, realitzat per un artista atenenc el 460 aC, mentre que el Bronze B seria un altre heroi epònim atenenc, de l'escola de Fídies amb una data de 430 aC. La reconstrucció que ofereix Rolley és diferent de les anteriors, ja que l'estàtua A es va realitzar sense el casc, però té col·locat al cap un pern que potser es va utilitzar per mantenir una protecció del tipus méniskos pels excrements dels ocells, i la cinta prop del cap és més aviat el significat iconogràfic d'una diadema, un símbol d'un rei atenenc.[17]
- El professor Enrico Paribeni pensa que podrien representar els dos Àiax que apareixen en la Ilíada: Àiax el Gran, fill de Telamó, rei de Salamina, i Àiax el Petit, fill d'Oileus. A la Ilíada es descriu a Àiax el Gran com un guerrer de gran estatura i força colossal. Àiax el Petit, fill d'Oileus, rei de Lòcrida, va ser un dels aqueus que van ser dins del Cavall de Troia. Segons Homer, aquests dos guerrers van combatre junts a la guerra de Troia, almenys fins que el primer va embogir a causa d'un malentès i es va llevar la vida.

- Una altra hipòtesi sosté que podria tractar-se de la representació de dos atletes vencedors en alguna disciplina dels Jocs olímpics. A la rodalia de Reggio de Calàbria existia un taller d'estatuària a càrrec d'un tal Pitàgores de Reggio, actiu entre el 490 al 440 aC de qui consta que l'any 480 aC va realitzar una escultura d'un vencedor dels Jocs Olímpics. Aquest escultor va ser famós per ser capaç de representar particularitats anatòmiques com ara els cabells i les venes.

- Pausànies, un escriptor grec del segle ii, i autor d'una descripció de Grècia, que fa un retrat de l'antiga Grècia, on fa referència a diversos grups escultòrics entre els quals s'ha tractat d'identificar aquestes estàtues:

1. A l'àgora d'Argos s'esmenta un monument als set contra Tebes.[18] Aquesta escultura constava de quinze figures, podent ser dues d'aquestes les corresponents als Guerrers de Riace. Aquesta tesi apunta a identificar l'estàtua A amb Tideu, l'heroi etoli, i l'estàtua B amb Amfiarau, guerrer profeta que va vaticinar la seva pròpia mort sota els murs de la ciutat de Tebes. Tideu seria obra d'un escultor anomenat Agelades, originari d'Argos, que va treballar al santuari de Delfos a la segona meitat del segle V aC. L'arqueòleg Geòrghios Dontàs[19] ha identificat l'autor d'Amfiarau amb la figura d'Alcàmenes d'Atenes, originari de Lemnos i agraciat amb la ciutadania atenenca en virtut de la seva vàlua artística.
2. A Delfos, descriu un grup atribuït a Fídies que commemorava la batalla de Marató i que es componia d'Atenea, Apol·lo, Milcíades i altres herois atenencs.[20] La posició de les dues escultures, recolzades a la cama dreta mentre l'esquerra descansa una mica avançada i lleugerament flexionada, fan recordar l'obra L'Apol·lo de Karsel, que se suposa còpia d'un original de Fídies, per la qual cosa queda molt reforçada la hipòtesi que aquests dos bronzes serien obra de Fídies.
3. A Olímpia, descriu un grup d'estàtues que representaven herois grecs de la guerra de Troia. El grup era atribuït a Onates, un escultor d'Egina.[21] També s'ha assenyalat aquest grup com a hipòtesi alternativa a la identificació dels Guerrers de Riace.

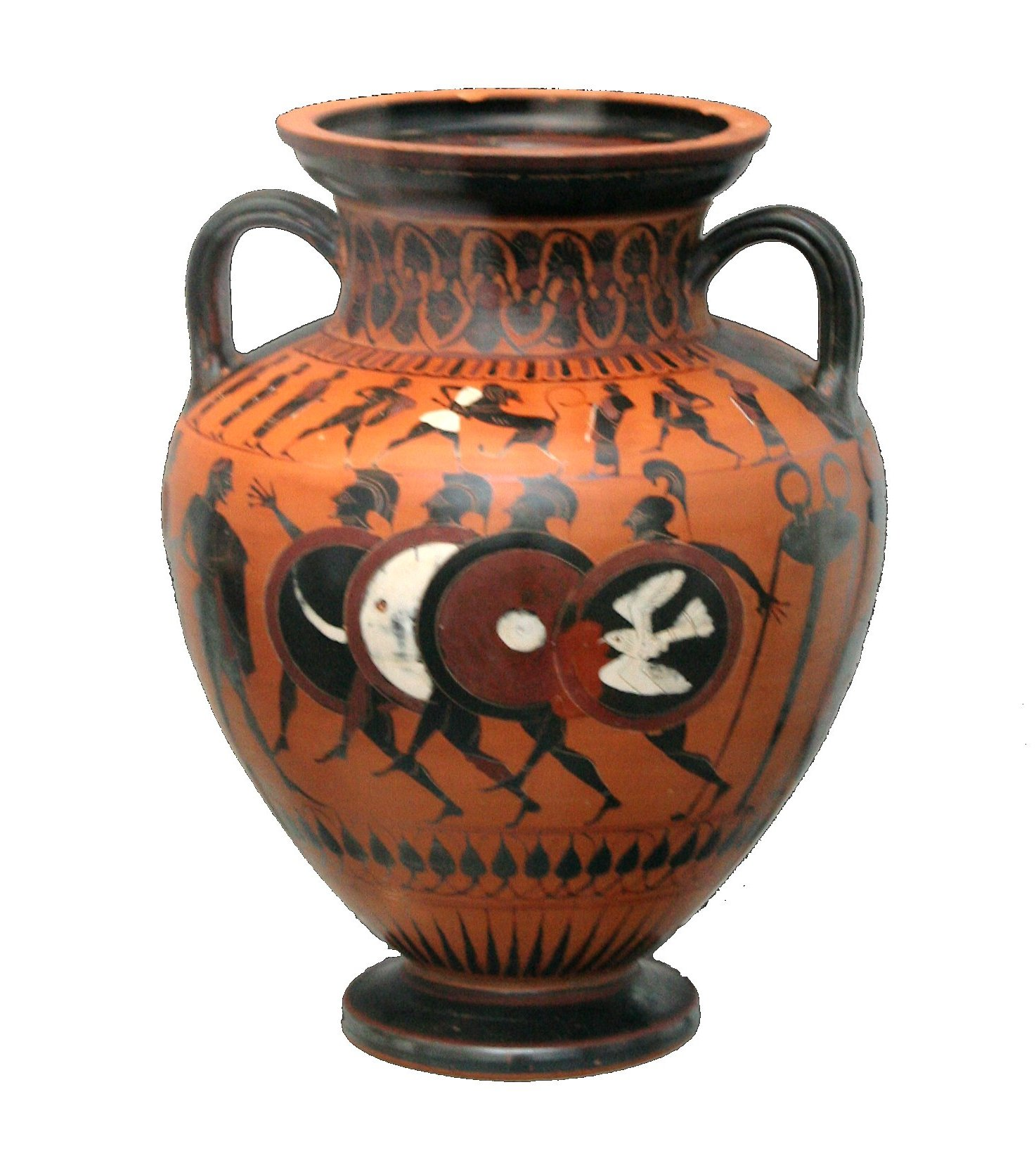
Atuell grec que representa una cursa hoplita

- L'arqueòleg italià Antonino Di Vita va presentar una hipòtesi que considera els bronzes com la representació de dos atletes guanyadors de l'especialitat de la cursa d'hoplites, el Bronze B, és obra d'un artista, potser Miró, datada el 460 aC, mentre que el Bronze A, és d'un altre artista, executada prop de 430 aC. La idea està lligada a la reconstrucció dels elements que falten a les dues estàtues, l'esmentat arqueòleg afirma que ha identificat la presència d'hipotètics símbols de la victòria olímpica (per exemple, una branca d'olivera o llorer), a les mans dretes de les estàtues i la presència d'un casc al cap de l'estàtua del Bronze A.

Tanmateix, estudis posteriors han demostrat clarament que les estàtues portaven a les seves mans llances, que definitivament refuten la hipòtesi de veure els bronzes com la representació de dos atletes. D'altra banda, la reconstrucció del casc d'una estàtua feta per un erudit és incompatible amb les marques al cap, mostrant, en canvi, la presència d'un casc corinti.
- Pel que fa a una possible ubicació de les estàtues a Grècia, l'investigador E. Harrison va expressar el 1985 que creia que els dos bronzes es van fer per Onates entre 470 i 460 aC, i que van pertànyer a donatius dels aqueus, a Olímpia, el mateix que expressen l'any següent, PC Bol i O. Deubner.
- Segons l'arqueòleg Sandro Stucchi, els bronzes representen l'estàtua A, el retrat del púgil Eutim de Locres Epizefiris com a vencedor a Temesa, realitzada poc després de 470 aC per Pitàgores de Reggio, mentre que l'estàtua B va ser esculpida per un artista de la Magna Grècia, poc abans de 425 aC que el va representar com un heroi després de la seva mort, presentant-lo com un boxejador. El mite diu que Eutim va derrotar primer un dimoni que aterria la gent de Temesa, i després va guanyar els Jocs Olímpics a l'especialitat de boxa. Això és el que va portar Strucchi a considerar que les dues estàtues pertanyien a una col·lecció, dient que la gorra al cap del Bronze B amb uns punts visibles sota el casc de color vermell fosc tirant a violat que antigament portava l'estàtua, podria ser l'element característic de la iconografia del boxejador, que correspon al mite d'Eutim. Però observant atentament el casquet dels boxejadors, s'aprecia que pel que fa a la iconografia són de molt diverses maneres, amb dues aletes laterals molt llargues sense protecció a la nuca, un element característic al Bronze B.
- L'arqueòleg dels Estats Units R. Ross Holloway va publicar el 1988 una hipòtesi que els bronzes són la representació de dos fundadors de les ciutats de Sicília (probablement Gela, Agrigent o Camarina). A més a més, ell creu que són obres creades cap a mitjan segle v aC per un artista de Sicília.[22]
- Contràriament al que opinen tots els altres acadèmics, el 1981 (i refermat el 1984) B. S. Ridgway va suggerir que són bronzes romans,[23] i representen dos guerrers d'una epopeia, productes de l'escola eclèctica i clàssica entre el segle i aC i el segle I dC, el Bronze B és vint anys més recent. Però la hipòtesi no ha trobat cap prova real. Probablement neix del fet que falten caràcters atenencs a les dues estàtues i, de fet, no ha tingut l'adhesió de cap més estudiós. D'altra banda, el gruix de l'estàtua de bronze és tan prim que no correspon a les obres de l'època romana.

## Estudis després de la segona restauració de 1995
A la informació proporcionada per la nova restauració s'hi ha afegit els estudis realitzats per l'exegesi Stucchi sobre els atributs de les dues estàtues que s'han perdut. Ell, mitjançant treballs científics, ha allunyat el camp de la hipòtesi d'una fantasia internacional realitzada per alguns arqueòlegs, amb nous elements per reconstruir l'objectivitat científica.
Això ha portat a una anàlisi científica de les fonts històriques, materials i estils, que va permetre a Pablo Moreno i Daniel Castrizio fer dues noves hipòtesis, probablement molt properes a la realitat. Aquests estudis es basen en consideracions científiques i tècniques, per contrast amb anteriors conjectures derivades bonament, però encara subjectiva dels experts.
El fet que les estàtues pertanyessin al mateix grup està indicat pels resultats dels treballs de restauració fets entre 1992 i 1995 per l'Institut Central de Restauració. Després de la retirada de la terra de la fosa de dins de l'estàtua, per aturar la corrosió del metall, les mostres dels materials han permès de fer més estudis i amb això formular una nova hipòtesi, essent la més acceptada.

### Hipòtesi de Moreno
Tenint en compte els supòsits anteriors d'atribució, Paolo Moreno va rebutjar la proposta respecte a les estàtues que podien ser uns herois o uns atletes, tenint en compte la seva representació en actitud «hostil», mentre que l'expressió emocional de la cara del Bronze B exclou la representació d'un personatge històric. Al contrari, les estàtues semblen personatges mitològics, pertanyent al mateix grup.
La realització d'estudis amplis als documents històrics sobre la terra de la fosa va fer que Moreno proposés una bona hipòtesi sobre l'origen i la datació de les dues estàtues, en particular: 
- El Bronze A (el jove) podria representar Tideu, un heroi Etol ferotge, fill del déu Ares i protegits per la deessa Atenea.[25]
- El Bronze B (el vell) és Amfiarau, el profeta guerrer que va profetitzar la seva pròpia mort sota les muralles de Tebes.

Tots dos van participar en l'expedició en contra de la llegendària ciutat d'Argos a Tebes, com Amfiarau mateix havia predit, amb una desastrosa conclusió.

#### Identificació dels artistes
Abans de la restauració, realitzada a Florència, els bronzes estaven plens de la terra de la fosa. Amb les anàlisis de la terra extreta dels forats als peus es va descobrir que la terra que hi havia al Bronze B va venir d'Atenes del segle v aC, i que es troba als bronzes de les planes de l'antiga ciutat d'Argos, que daten del mateix període. El mateix estudi mostra que les estàtues van ser fetes per la fosa a la cera perduda, un mètode poc utilitzat que no permet errades quan s'aboca el bronze fos, perquè després, el disseny original s'ha perdut per sempre.
Així doncs, l'origen de la terra i les tècniques d'anàlisi utilitzades suggereixen que: 
- L'autor del Bronze A (Tideu) és Agelades, un escultor d'Argos, que treballava en el santuari de Delfos cap a mitjan segle v aC i és molt similar a la decoració del temple de Zeus a Olímpia.
- Moreno confirma la hipòtesi sobre l'arqueòleg grec Georghios Dontas del Bronze B (Amfiarau) que va donar com a escultor a Alcàmenes d'Atenes, natural de Lemnos, reconegut per la seva habilitat artística a la ciutadania atenesa.

### Hipòtesi de Castrizio

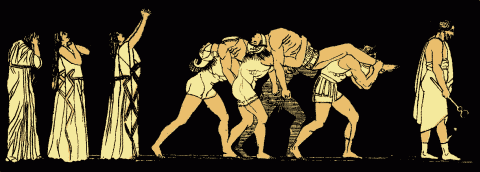
Representació d'Etèocles i Polinices

A partir d'estudis sobre els efectes de les marques deixades pels atributs que falten als guerrers, i de l'estudi de documents històrics, l'arqueòleg Daniel Castrizio ha fet una excel·lent hipòtesi sobre la identificació. Va declarar que podria tractar-se de l'original grup d'estàtues d'Etèocles i Polinices, pel cèlebre escultor des de l'antiguitat Pitàgores de Reggio:
| «               | «Capaç de fer com cap altre, la barba i els cabells arrissats, i fer respirar les estàtues, amb un perfecte estudi de l'anatomia dels vasos sanguinis» | » |
| — Plini el Vell | |   |

En particular, l'estudi de l'arqueòleg Castrizio: 
- El Bronze A (el jove) podria representar Polinices.
- El Bronze B (el vell) podria ser Etèocles

Els Guerrers de Riace apareixen intactes a la nuesa del seu «heroisme», d'acord amb els signes presents a les dues estàtues es pot veure que els elements que van ser part de la iconografia són: 
- Un casc de tipus corinti
- Un escut
- Una llança d'hoplita.

Així que no es presenten com a esportistes, reis, filòsofs, o déus, sinó principalment com a «guerrers heroics». Observant les dues estàtues a més a més, d'acord amb l'escala i a la seva similitud mútua, es dedueix que pertanyen clarament a un grup d'estàtues dissenyades per l'artista deliberadament i molt similars entre si.

#### El cap del Bronze A
A l'anàlisi primmirada de dos elements clau del cap del Bronze A apareixen clars indicis fonamentals per deduir quin era l'aspecte que l'estàtua va tenir originàriament. La gran cinta a la part superior del cap no és possible que sigui un espai per a la tiara o una corona de llorer (com va ser suggerit anteriorment), sinó que és una tira de llana que servia simplement per protegir el cap del guerrer del contacte amb el casc de metall i que li permet de recolzar-lo amb facilitat. De fet, la banda no és llisa, té una projecció triangular amb la punta ben alta: element que coincideix perfectament amb l'angle a cada costat d'un casc corinti.

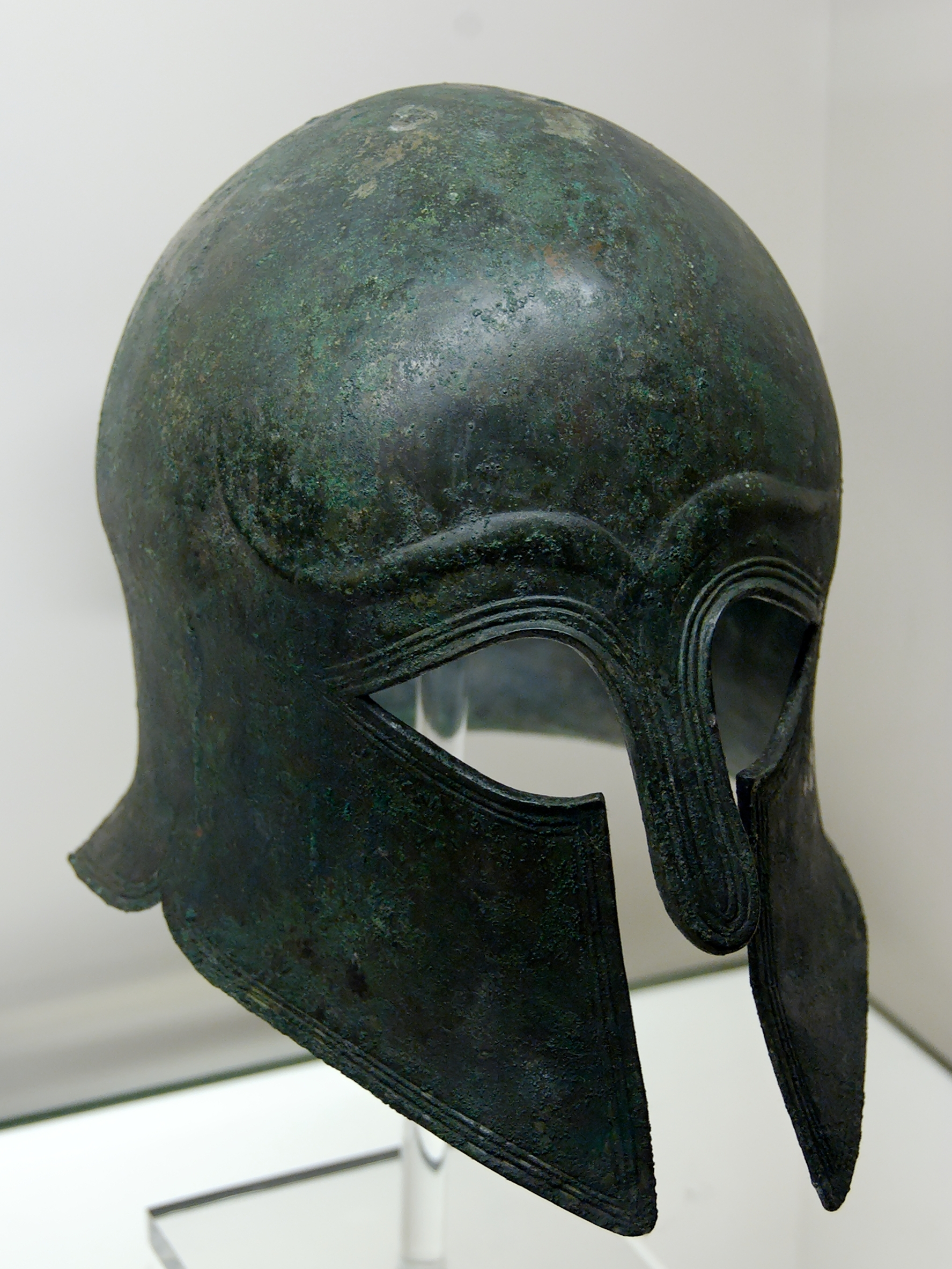
Un casc corinti

A la nuca també és visible una àmplia base de suport, un altre signe, per tant, del casc. Pel que fa al pern de bronze a la part superior de l'estàtua s'han fet moltes hipòtesis estranyes (incloent-hi la hipotètica presència d'un paraigua o méniskos per protegir l'estàtua dels excrements dels ocells), simplement Castrizio diu que és el pern per fixar el casc corinti.

#### El cap del Bronze B
Al Bronze B l'artista no va seguir el mateix criteri adoptat per a l'altra estàtua. En aquesta escultura, de fet, l'estabilitat del casc amb el cap estava garantit per la seva forma allargada no natural, però amb això mantenia l'equilibri del casc al cap. D'altra banda, aquest augment de la seguretat a la inserció del casc hauria significat la pèrdua de realisme que caracteritza l'altra estàtua perquè no es pot veure els cabells sota el casc. Però aquí també l'escultor sembla sorprenent, ja que l'element realista que caracteritza el guerrer B és causat per un detall: no hi ha cabell, però sí una cosa que recobreix el cap. A l'altura dels forats pels ulls del cap el casc corinti té una ranura per a una peça rectangular, a primera línia a continuació apareix un triangle que cobreix el cabell i que simula l'aspecte típic de la pell adobada d'un animal. Això suggereix clarament que l'estàtua B tenia un casc de bronze al cap sobre una espècie de casquet de cuir. La presència d'aquest tipus de casc de cuir s'aprecia per altres senyals al bronze, i té un orifici a l'orella d'un clau per deixar una part separada, i la barba està profundament marcada per un solc que sembla indicar una corretja per ser lligat sota la barbeta. Amb aquests signes evidents, alguns estudiosos han especulat prèviament que l'estàtua portava un casc de boxa, concloent que era un atleta representat com un guerrer (i, per tant, seria Euthymos de Locres Epizefiris, heroi i boxejador realitzat per l'escultor Pitàgores Reggio), no tothom està d'acord amb aquesta hipòtesi. En primer lloc, els cascs de cuir dels boxejadors o dels pancraziasti tenen una forma estranya amb orelleres molt llargues i sense cordons ni el protector de nuques arrissat. Per acceptar aquesta interpretació i les marques que presenta l'estàtua no es trobaria una explicació adequada, com els tres suports un dels quals a la nuca, per sota el suport del casc, els altres dos darrere les orelles, encara que es tracta de signes molt obvis requereixen una anàlisi més a fons.

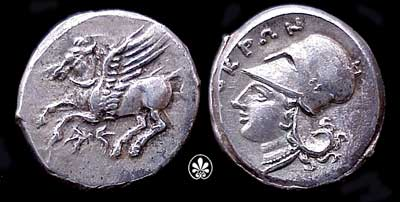
Moneda del on s'aprecia el protector de nuques arrissat sota el casc corinti

A les monedes en curs dels segles v i iv aC, s'aprecien sota el casc corinti un casquet de cuir amb orelleres i un particular protector de nuques arrissat. Aquest element sembla clau per a l'anàlisi del casc de cuir. L'exemple més complet es troba a un vas atenenc on apareix Hèctor amb un casc corinti sobre un casquet de cuir amb orelleres i un protector de nuques arrissat. Aquest element seria importantíssim a fi de reconstruir la interpretació de l'estàtua, perquè el casquet de cuir és el signe que distingeix els estrategs, el general de l'exèrcit d'una polis grega. El Bronze B ha estat caracteritzat per reconèixer-lo com el comandant d'una armada.

#### Escuts i armes
La reconstrucció dels escuts (perduts com els cascs) de les dues estàtues és més senzill, perquè fins i tot s'aprecien els signes al braç esquerre de les dues estàtues per al porpax que servia per abraçar el seu escut, i els agafadors que eren a les mans per fer l'agafada més ferma. Contràriament al que s'ha dit en estudis anteriors, la mida dels escuts va haver de ser prou gran per permetre que qui observés les estàtues reconegués l'Hoplon, un gran escut típic dels hoplites de les polis del segle V aC.

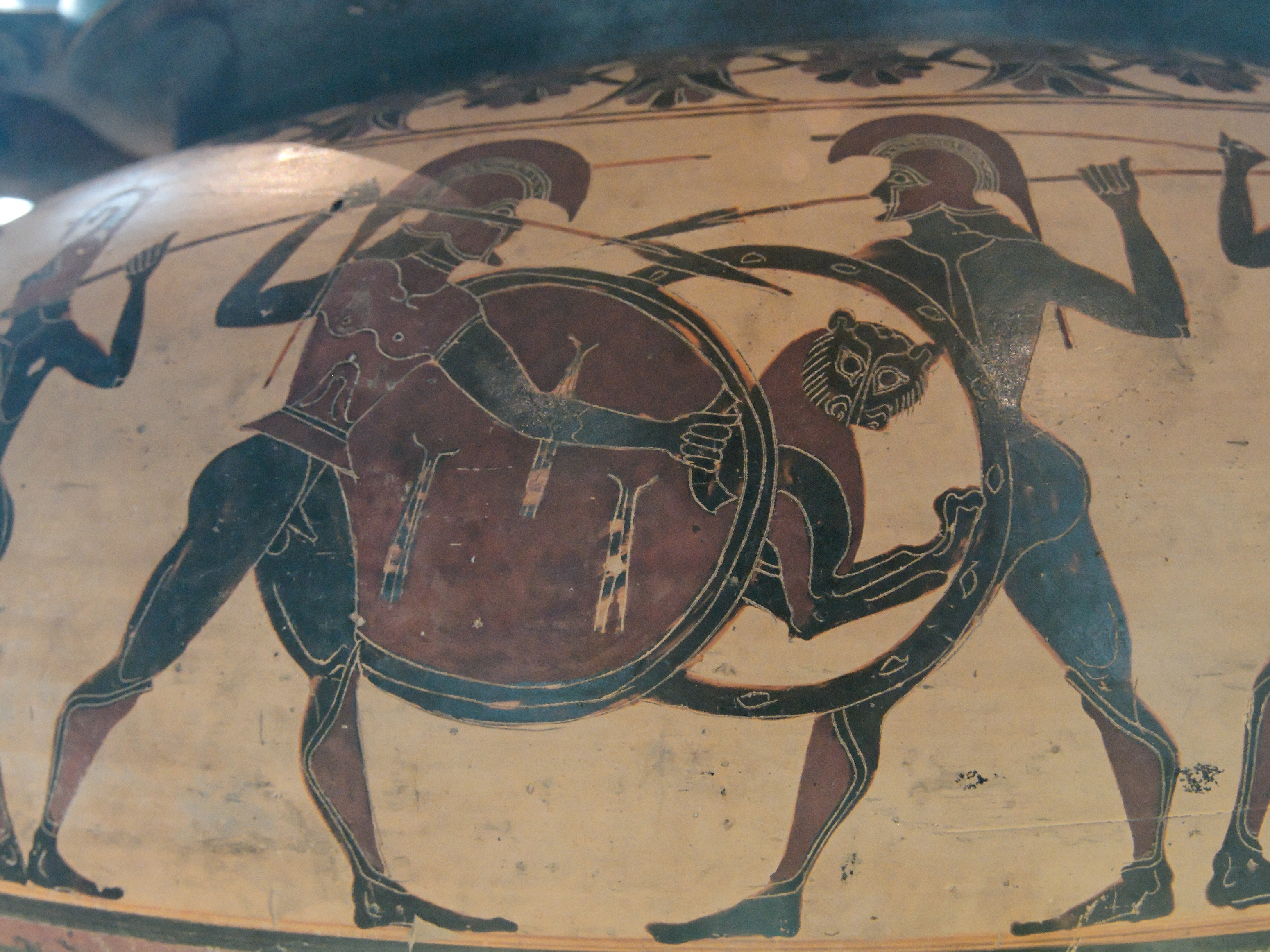
Hoplita mostrant l'estil de subjecció de l'escut

Pel que fa a les armes que els dos bronzes subjectaven a les mans, han estat moltes les hipòtesis formulades per anteriors investigadors. Es va dir que podien ser branques de llorer, una espasa o una llança, que es reconeix als senyals de la mà per a la inserció d'una corda que s'utilitza per augmentar la propulsió i la precisió de l'arma. Aquesta hipòtesi, tanmateix, disminueix quan les fonts apunten clarament a l'escassa consideració que hagués tingut el talent del guerrer per les armes de llançament. Seria poc probable que l'escultor volgués mostrar una figura disminuïda en la seva dignitat, com si fos un llançador de javelina, que tenia un paper important en la batalla hoplítica. Pels signes de suport a l'avantbraç es creu que l'arma era una llança hoplica. És evident que el Bronze A tenia una llança entre els dits índex i mig, amb un gest que no li permetia de tocar a l'arma a terra, per no córrer el risc de despuntar-la (i per tant, un altre extrem realista particular per part de l'escultor), en absència de perns de suport establerts als dits per sostenir la llança es pensa equivocadament que subjectava una javelina. El Bronze B, subjectava la llança d'una manera més normal, agafant-la amb palmell de la mà.

## Quadres sinòptics
Supòsits entre la primera i la segona restauració (1979-1995)
| Autors   | Ubicació                 | Personatge Bronze A     | Personatge Bronze B     | Escultor Bronze A               | Escultor Bronze B           | Datació Bronze A       | Datació Bronze B        |
| -------- | ------------------------ | ----------------------- | ----------------------- | ------------------------------- | --------------------------- | ---------------------- | ----------------------- |
| Stucchi  | Magna Grecia             | Eutim                   | Eutim                   | Pitàgores de Reggio             | artista magnogrec           | 470 aC                 | 425 aC                  |
| Paribeni | Magna Grecia             | Heroi, Àiax el Jove     | Estrateg                | Artista peloponesi              | Artista atenenc             | 460-450 aC             | 410-400 aC              |
| Rolley   | ?                        | Heroi epònim atenenc?   | Heroi epònim atenenc    | Artista atenenc                 | Escola de Fídies            | 460 aC                 | 430 aC                  |
| Dontàs   | Agora d'Atenes           | Heroi epònim            | Heroi epònim            | Miró                            | Alcàmenes d'Atenes          | 450 aC                 | 450 aC                  |
| Harrison | Olímpia                  | Donació dels aqueus     | Donació dels aqueus     | Onates                          | Onates                      | 470-460 aC             | 470-460 aC              |
| Di Vita  | Grècia                   | Atleta hoplita          | Atleta hoplita          | Artista atenenc, escola de Miró | Artista atenenc             | 460 aC                 | 430 aC                  |
| Holloway | Sicília                  | Fundador                | Fundador                | Artista de Sicília              | Artista de Sicília          | Mitjan segle v aC      | Mitjan segle v aC       |
| Ridgway  | Ubicació en època romana | Guerrer d'un poema èpic | Guerrer d'un poema èpic | Escola eclèctica i clàssica     | Escola eclèctica i clàssica | Segle I aC- Segle I dC | Segle I aC - Segle I dC |

Supòsits formulats després de la restauració de 1995
Una vegada descartada la hipòtesi que es podia tractar d'atletes i personatges històrics, es va consolidant la que diu que són dues figures mitològiques Els set contra Tebes. Així doncs, personatges del cicle tebà i per consegüent de la mitologia argiva.
| Autors    | Ubicació       | Personatge Bronze A | Personatge Bronze B | Escultor Bronze A   | Escultor Bronze B   | Datació Bronze A | Datació Bronze B |
| --------- | -------------- | ------------------- | ------------------- | ------------------- | ------------------- | ---------------- | ---------------- |
| Moreno    | Argos          | Tideu               | Amfiarau            | Agelades            | Alcàmenes d'Atenes  | 450 aC           | 440 aC           |
| Castrizio | Grècia? Argos? | Polinices           | Etèocles            | Pitàgores de Reggio | Pitàgores de Reggio | Segle V aC       | Segle V aC       |

## Importància del descobriment

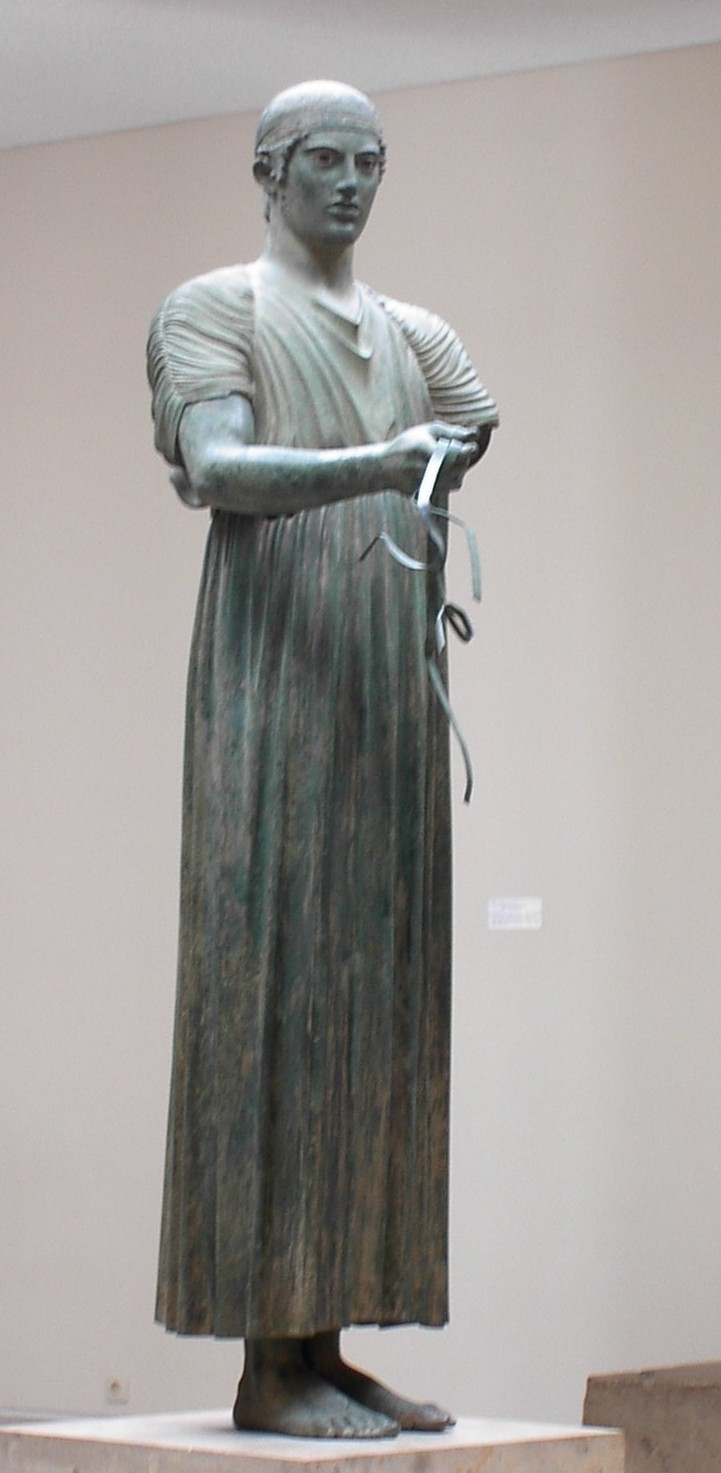
LAuriga de Delfos

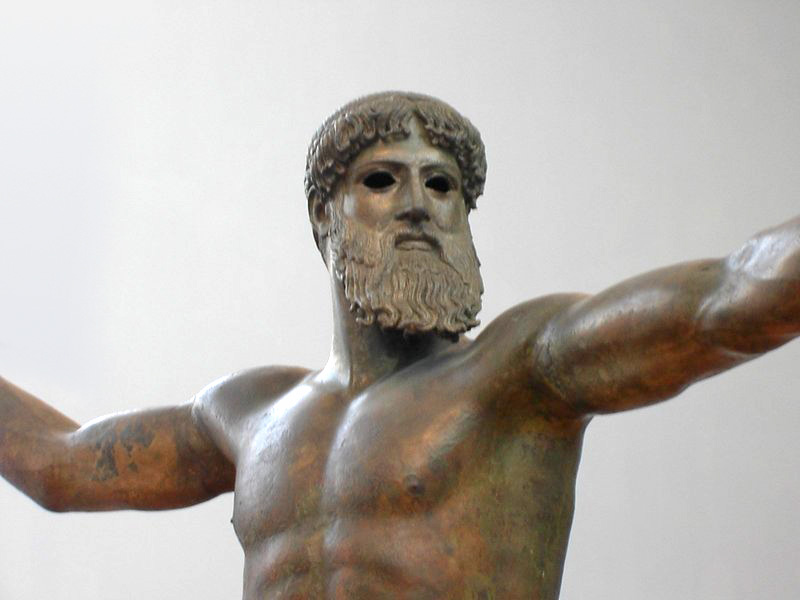
Escultura del Déu del cap Artemísion

La visió que tenim avui dia de l'art grec està molt distorsionada per anys i anys de contemplació del marbre nu, i que ha vingut a conformar una idea de classicisme que sorprendria els mateixos autors que, en fer aquells magnífics temples, es van dedicar a pintar amb brillants blaus i vermells tots i cadascun dels seus components. Això també ho feien amb les escultures, que es policromaven gairebé a la seva totalitat. Estem massa acostumats a la contemplació del marbre nu per poder comprendre el gust que els artistes tenien per la decoració més o menys profusa.
A més, la majoria de les obres que han arribat fins a nosaltres no són sinó còpies romanes en marbre, d'originals en bronze. Algun autor ha assenyalat de forma molt metafòrica que una forma es desnaturalitza en passar d'una matèria a una altra (bronze a marbre) tant com una obra poètica quan és traduïda a un altre idioma. Posicions que al metall no ofereixen cap problema d'equilibri per a l'estàtua, o que es poden solucionar mitjançant l'afegit de contrapesos interns, en ser traslladats a la pedra porten al fet que es faci necessari l'afegit diferents suports, traduïts a manera de vasos, troncs d'arbre o petits cupidos, adossats a la figura amb més gran o menor fortuna. Els diferents esdeveniments històrics van fer que la gran majoria d'aquestes estàtues fossin foses per aprofitar el metall (per la construcció de canons, per exemple), i així els exemples d'escultures en el noble metall són escassíssims.
Per tot això la troballa de la parella de Riace suposa tot un esdeveniment, i és normal que els dos «guerrers» entressin a formar part d'aquest grapat d'exemples originals, entre els quals cal destacar, sens dubte, el magnífic Auriga de Delfos, o el Déu del cap Artemísion del Museu Arqueològic Nacional d'Atenes. Aquests escassos però valuosos exemples permeten suposar la realització de l'escultura grega tal com van ser ideades pels seus autors, sense la mediació obligada pel seu trasllat al marbre.